# Donovan Germain
Donovan Germain (* 7. März 1952 in Jamaika) ist ein Musikproduzent. Sein Penthouse Studio und seine Labels, vor allem Germain und Penthouse Records, zählen seit den frühen 1990er Jahren zu den bedeutenden Studios und Labels Jamaikas.

## Leben und Wirken als Produzent
Germain betrieb einen Plattenladen in New York, bis er 1972 anfing, als Produzent zu arbeiten. Zu den ersten von ihm produzierten Reggae-Hits gehören Mr. Boss Man mit Cultural Roots (1980), Sugar Minotts Good Thing Going, der sich 1981 hoch in die UK-Single-Charts platzierte, Freddie McGregors Just Don’t Wanna Be Lonely und  One Dance Won’t Do mit Audrey Hall (1985).
Im Jahr 1987 eröffnete er in Kingston sein Penthouse Studio. Dort produzierte er gemeinsam mit Toningenieur Dave „Rude Boy“ Kelly, erwarb sich mit der Qualität seiner Aufnahmen schnell hohes Ansehen und wurde zu einem der bedeutenden Produzenten Jamaikas. Viele der hier aufgenommenen Platten erschienen auf seinen eigenen Labels Germain und Penthouse Records, zahlreiche Singles wurden zu Hits in Jamaika. Penthouse wurde zu einem der Top-Studios der Insel und entwickelte sich „zum Synonym für den ausgeprägtesten ‚Silicon-Chip-Reggae‘“, das heißt für den zu der Zeit populären, von synthetischen Drum-Sounds geprägten Ragga. Germain war auch Pionier des Combination Style, bei dem sich das Toasting eines Deejays zu harten Ragga-Rhythmen in den Strophen mit einem melodisch gesungenen Refrain abwechselte, vom Prinzip her ähnlich wie U-Roys legendäre Toasts über Dub-Versionen, nur eben von vorneherein als Duett konzipiert.
Mit der einsetzenden Welle des Erfolgs des Penthouse Studios erlangten manche bis dahin noch unbekannte Musiker erste Aufmerksamkeit, die später große Karrieren machten. Buju Banton ist hier zu nennen, der u. a. mit dem von Germain produzierten und bei Penthouse erschienenen Album Mr. Mention im Jahr 1992 in Jamaika alle Verkaufsrekorde brach, selbst die von Bob Marley übertraf. Auch Künstler wie Wayne Wonder, Tony Rebel, Cutty Ranks und Mad Cobra starteten ihre Karrieren in den frühen 1990er Jahren in Zusammenarbeit mit Donavan Germain. Weitere, wie Jah Mali oder Assassin profitierten bei ihrem Aufstieg ebenfalls von Germains Professionalität. Aber es waren nicht nur Newcomer, für deren Karrieren Germain bedeutend war – Beres Hammond, Marcia Griffiths und Nana McLean feierten ihre Come-backs mit Produktionen bei Germains Studio und Labels.
Daneben war Germains Studio auch ein Karriere-Sprungbrett für einige Toningenieure und Musikproduzenten, die später eigene Labels eröffneten, darunter Dave und Tony Kelly oder Andre Tyrell.
2014 wurde er für sein Lebenswerk mit der Musgrave-Medaille in Silber ausgezeichnet.